# Oxygonum dregeanum
Oxygonum dregeanum är en slideväxtart. Oxygonum dregeanum ingår i släktet Oxygonum och familjen slideväxter.

## Underarter
Arten delas in i följande underarter:
- O. d. canescens
- O. d. dregeanum
- O. d. lanceolatum
- O. d. streyi
- O. d. strictum
- O. d. swazicum
- O. d. dissectum
- O. d. linearifolium
- O. d. lobophyllum
- O. d. pilosum
- O. d. wittei